# Хазмах
Хазмах (англ. Khazmah, араб. خازمة) — поселення в Сирії, що складає невеличку друзьку общину в нохії Малах, яка входить до складу однойменної мінтаки Сальхад в південній сирійській мухафазі Ас-Сувейда.